# Gavin DeGraw

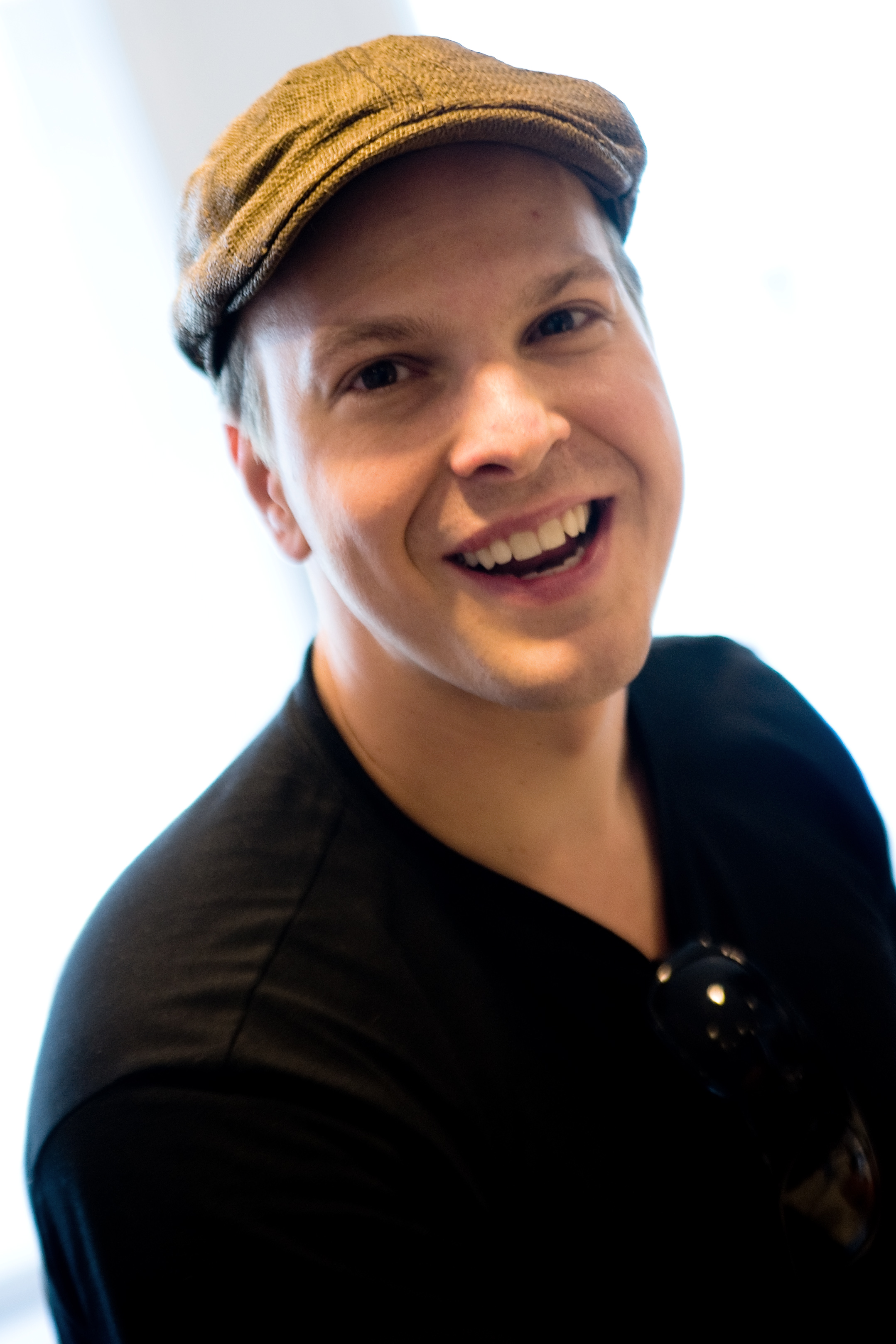
Gavin DeGraw bei einem Besuch bei Radio Pilatus in Luzern (2009)

Gavin Shane DeGraw (* 4. Februar 1977 in South Fallsburg, New York) ist ein US-amerikanischer Rocksänger.

## Leben
DeGraw wuchs in den Catskill Mountains (South Fallsburg) mit seinen beiden älteren Geschwistern auf.
Seine Mutter ist Spezialistin für Suchtkranke und sein Vater Gefängniswärter, beide verarbeitete Gavin in seinem ersten Hit I Don't Want to Be („I don’t have to be anyone other than a prison guard’s son, I don't have to be anyone other than a specialist’s son ...“).
Mit acht Jahren bekam er Klavierunterricht und spielte später zusammen mit seinem älteren Bruder Joey in verschiedenen Coverbands. Kurzzeitig besuchte er auch das Berklee College of Music in Boston, bevor sich die Brüder Ende der 1990er in New York niederließen. Sie eröffneten gemeinsam 2007 eine Bar auf New York City’s Lower East Side namens The National Underground.
Musikalisch machte sich Gavin DeGraw durch seine Liveauftritte einen Namen und bekam Angebote von Plattenlabels. Schließlich unterschrieb er bei J Records und stellte bis zum Sommer 2003 sein Debütalbum Chariot fertig. Anfänglich war es noch kein Erfolg, aber trotzdem stieg seine Bekanntheit. Als sein Song I Don’t Want to Be als Titelsong der amerikanischen TV-Serie One Tree Hill verwendet wurde und die Single als Folge in die amerikanischen Singlecharts auf Platz 10 einstieg, bedeutete das den Durchbruch. Das Album wurde daraufhin noch einmal überarbeitet und wiederveröffentlicht und kam nun ebenfalls in die Charts. Es erreichte Platz 56 und verkaufte sich über eine Million Mal. Neben der Top-Ten-Single erreichten noch der Titelsong und der Song Follow Through Gold-Status. I Don't Want to Be machte DeGraw auch in Europa bekannt. Sowohl Song als auch Album kamen in vielen Ländern in die Charts, unter anderem erreichte Chariot in Dänemark Platz eins und in Norwegen Platz zwei.
Im Mai 2008 folgte das zweite Studioalbum Gavin DeGraw. Zwar stieg es in den USA gleich in die Top Ten ein und brachte ihm zwei weitere Top-40-Erfolge in den Singlecharts ein, trotzdem blieb es hinter dem Erfolg des Debüts zurück. Auch in Europa blieb er erfolgreich, auch wenn er dort nur in den Albumcharts vertreten war. Weniger als ein Jahr später folgte mit Free Album Nummer drei, das schon auf deutlich weniger Interesse stieß.
Für das nächste Album Sweeter arbeitete Gavin DeGraw dann erstmals mit anderen Autoren zusammen. Zwei Songs entstanden zusammen mit Songwriter Andrew Frampton, bei zwei weiteren schrieb Ryan Tedder von OneRepublic mit. Er wirkte bei Not Over You mit, mit dem DeGraw 2011 auf Platz 18 kam. Mit dem Album kam er zum zweiten Mal in die Top Ten. Es folgte eine ausgiebige Tour, aus der auch sein erstes Live-Album Sweeter: Live resultierte.
Beim fünften Album wurde dann der Sound von DeGraw in Richtung aktueller Popmusik weiterentwickelt, und bei jedem seiner Songs arbeitete er mit anderen Künstlern zusammen, darunter zweimal erneut mit Ryan Tedder. Make a Move erschien im Oktober 2013 und wurde sein fünfter Charterfolg und sein viertes Top-20-Album.
Seine Band, mit der er sowohl in den Vereinigten Staaten als auch in Europa spielt, besteht aus: Casey Twist (Bass), Jimmi Wallace (Hammond-Orgel), Joey „Coach“ Hanna (Schlagzeug) und Brian Dennis (E-Gitarre). Außerdem spielte Degraw in der Serie Hallo Holly eine kleine Rolle als er selbst.
2012 nahm er an der amerikanischen Version von Let’s Dance, Dancing with the Stars, teil.

## Diskografie

### Studioalben
| Jahr | Titel                  | Höchstplatzierung, Gesamtwochen, AuszeichnungChartplatzierungen (Jahr, Titel, Platzierungen, Wochen, Auszeichnungen, Anmerkungen) | Höchstplatzierung, Gesamtwochen, AuszeichnungChartplatzierungen (Jahr, Titel, Platzierungen, Wochen, Auszeichnungen, Anmerkungen) | Höchstplatzierung, Gesamtwochen, AuszeichnungChartplatzierungen (Jahr, Titel, Platzierungen, Wochen, Auszeichnungen, Anmerkungen) | Höchstplatzierung, Gesamtwochen, AuszeichnungChartplatzierungen (Jahr, Titel, Platzierungen, Wochen, Auszeichnungen, Anmerkungen) | Höchstplatzierung, Gesamtwochen, AuszeichnungChartplatzierungen (Jahr, Titel, Platzierungen, Wochen, Auszeichnungen, Anmerkungen) | Anmerkungen                              |
| Jahr | Titel                  | DE | AT | CH | UK | US | Anmerkungen                              |
| ---- | ---------------------- | --- | --- | --- | --- | --- | ---------------------------------------- |
| 2003 | Chariot                | — | — | CH48 (5 Wo.)CH | — | US56 Platin · (59 Wo.)US | Erstveröffentlichung: 22. Juli 2003      |
| 2008 | Gavin DeGraw           | — | — | CH23 (3 Wo.)CH | — | US7 (14 Wo.)US | Erstveröffentlichung: 4. Mai 2008        |
| 2009 | Free                   | — | — | CH96 (1 Wo.)CH | — | US19 (3 Wo.)US | Erstveröffentlichung: 29. März 2009      |
| 2011 | Sweeter                | — | — | CH19 (3 Wo.)CH | — | US8 Gold · (22 Wo.)US | Erstveröffentlichung: 18. September 2011 |
| 2013 | Make a Move            | — | — | CH55 (1 Wo.)CH | UK79 (1 Wo.)UK | US13 (4 Wo.)US | Erstveröffentlichung: 13. Oktober 2013   |
| 2016 | Something Worth Saving | — | — | CH72 (1 Wo.)CH | — | US35 (2 Wo.)US | Erstveröffentlichung: 9. September 2016  |
| 2022 | Face The River         | — | — | — | — | US63 (1 Wo.)US | Erstveröffentlichung: 20. Mai 2022       |

### Kompilationen
| Jahr | Titel                    | Höchstplatzierung, Gesamtwochen, AuszeichnungChartplatzierungen (Jahr, Titel, Platzierungen, Wochen, Auszeichnungen, Anmerkungen) | Höchstplatzierung, Gesamtwochen, AuszeichnungChartplatzierungen (Jahr, Titel, Platzierungen, Wochen, Auszeichnungen, Anmerkungen) | Höchstplatzierung, Gesamtwochen, AuszeichnungChartplatzierungen (Jahr, Titel, Platzierungen, Wochen, Auszeichnungen, Anmerkungen) | Höchstplatzierung, Gesamtwochen, AuszeichnungChartplatzierungen (Jahr, Titel, Platzierungen, Wochen, Auszeichnungen, Anmerkungen) | Höchstplatzierung, Gesamtwochen, AuszeichnungChartplatzierungen (Jahr, Titel, Platzierungen, Wochen, Auszeichnungen, Anmerkungen) | Anmerkungen                            |
| Jahr | Titel                    | DE | AT | CH | UK | US | Anmerkungen                            |
| ---- | ------------------------ | --- | --- | --- | --- | --- | -------------------------------------- |
| 2014 | Finest Hour: The Best of | — | — | — | — | US95 (1 Wo.)US | Erstveröffentlichung: 17. Oktober 2014 |

### EPs
| Jahr | Titel                  | Höchstplatzierung, Gesamtwochen, AuszeichnungChartplatzierungen (Jahr, Titel, Platzierungen, Wochen, Auszeichnungen, Anmerkungen) | Höchstplatzierung, Gesamtwochen, AuszeichnungChartplatzierungen (Jahr, Titel, Platzierungen, Wochen, Auszeichnungen, Anmerkungen) | Höchstplatzierung, Gesamtwochen, AuszeichnungChartplatzierungen (Jahr, Titel, Platzierungen, Wochen, Auszeichnungen, Anmerkungen) | Höchstplatzierung, Gesamtwochen, AuszeichnungChartplatzierungen (Jahr, Titel, Platzierungen, Wochen, Auszeichnungen, Anmerkungen) | Höchstplatzierung, Gesamtwochen, AuszeichnungChartplatzierungen (Jahr, Titel, Platzierungen, Wochen, Auszeichnungen, Anmerkungen) | Anmerkungen                |
| Jahr | Titel                  | DE | AT | CH | UK | US | Anmerkungen                |
| ---- | ---------------------- | --- | --- | --- | --- | --- | -------------------------- |
| 2008 | iTunes: Live from Soho | — | — | — | — | US167 (1 Wo.)US | Erstveröffentlichung: 2008 |

### Singles
| Jahr | Titel Album                      | Höchstplatzierung, Gesamtwochen, AuszeichnungChartplatzierungen (Jahr, Titel, Album, Platzierungen, Wochen, Auszeichnungen, Anmerkungen) | Höchstplatzierung, Gesamtwochen, AuszeichnungChartplatzierungen (Jahr, Titel, Album, Platzierungen, Wochen, Auszeichnungen, Anmerkungen) | Höchstplatzierung, Gesamtwochen, AuszeichnungChartplatzierungen (Jahr, Titel, Album, Platzierungen, Wochen, Auszeichnungen, Anmerkungen) | Höchstplatzierung, Gesamtwochen, AuszeichnungChartplatzierungen (Jahr, Titel, Album, Platzierungen, Wochen, Auszeichnungen, Anmerkungen) | Höchstplatzierung, Gesamtwochen, AuszeichnungChartplatzierungen (Jahr, Titel, Album, Platzierungen, Wochen, Auszeichnungen, Anmerkungen) | Anmerkungen                                                            |
| Jahr | Titel Album                      | DE | AT | CH | UK | US | Anmerkungen                                                            |
| ---- | -------------------------------- | --- | --- | --- | --- | --- | ---------------------------------------------------------------------- |
| 2004 | I Don’t Want to Be Chariot       | DE99 (1 Wo.)DE | AT44 (8 Wo.)AT | CH46 (6 Wo.)CH | UK27 Gold · (7 Wo.)UK | US10 ×2Doppelplatin · (28 Wo.)US | Erstveröffentlichung: 14. Dezember 2004                                |
| 2005 | Chariot                          | — | — | — | — | US30 Platin · (20 Wo.)US | Erstveröffentlichung: 1. März 2005                                     |
| 2006 | We Belong Together Gavin DeGraw  | — | — | — | — | US26 (3 Wo.)US | Erstveröffentlichung: Februar 2006                                     |
| 2008 | In Love with a Girl Gavin DeGraw | — | — | CH73 (1 Wo.)CH | — | US24 Platin · (23 Wo.)US | Erstveröffentlichung: 12. Februar 2008                                 |
| 2011 | Not Over You Sweeter             | — | — | — | — | US18 ×4Vierfachplatin · (35 Wo.)US | Erstveröffentlichung: 17. Mai 2011                                     |
| 2012 | Soldier Sweeter                  | — | — | — | UK59 (1 Wo.)UK | US— GoldUS | Erstveröffentlichung: 20. September 2012                               |
| 2013 | Best I Ever Had Make a Move      | — | — | — | UK80 (1 Wo.)UK | US75 Gold · (5 Wo.)US | Erstveröffentlichung: 18. Juni 2013                                    |
| 2015 | Brother Rivers in the Wasteland  | — | — | — | — | US98 Platin · (2 Wo.)US | Erstveröffentlichung: 2. Februar 2015 Needtobreathe feat. Gavin DeGraw |

Weitere Singles
- 2005: Follow Through (US: Gold)
- 2006: Just Friends
- 2007: Meaning
- 2008: She Holds a Key
- 2008: Cheated on Me
- 2009: I Have You to Thank
- 2009: Stay
- 2009: Dancing Shoes
- 2011: Sweeter
- 2013: Make a Move
- 2014: You Got Me
- 2014: Fire
- 2016: She Sets the City on Fire (US: Gold)
- 2016: Making Love with the Radio On
- 2018: Chapters (Brett Young feat. Gavin DeGraw, US: Gold)

## Auszeichnungen für Musikverkäufe
| Goldene Schallplatte - Dänemark - 2014: für das Streaming Not Over You - Niederlande - 2007: für das Album Chariot - Norwegen - 2006: für das Album Chariot | Platin-Schallplatte - Australien - 2012: für die Single Not Over You - Dänemark - 2006: für das Album Chariot - Neuseeland - 2021: für die Single I Don’t Want to Be |

Anmerkung: Auszeichnungen in Ländern aus den Charttabellen bzw. Chartboxen sind in ebendiesen zu finden.
| Land/RegionAuszeichnungen für Musikverkäufe (Land/Region, Auszeichnungen, Verkäufe, Quellen) | Gold       | Platin       | Verkäufe   | Quellen          |
| -------------------------------------------------------------------------------------------- | ---------- | ------------ | ---------- | ---------------- |
| Australien (ARIA)                                                                            | —          | Platin1      | 70.000     | aria.com.au      |
| Dänemark (IFPI)                                                                              | Gold1      | Platin1      | 40.000     | ifpi.dk          |
| Niederlande (NVPI)                                                                           | Gold1      | —            | 35.000     | nvpi.nl          |
| Neuseeland (RMNZ)                                                                            | —          | Platin1      | 30.000     | radioscope.co.nz |
| Norwegen (IFPI)                                                                              | Gold1      | —            | 20.000     | ifpi.no          |
| Vereinigte Staaten (RIAA)                                                                    | 6× Gold6   | 10× Platin10 | 13.000.000 | riaa.com         |
| Vereinigtes Königreich (BPI)                                                                 | Gold1      | —            | 400.000    | bpi.co.uk        |
| Insgesamt                                                                                    | 10× Gold10 | 13× Platin13 |            |                  |